# Adams County (Pensylvánie)
Adams County je okres ve státě Pensylvánie v USA. Správním městem okresu je město Gettysburg.
Okres byl vytvořen 22. ledna 1800 z části okresu York County a byl pojmenován po druhém prezidentovi USA Johnu Adamsovi.

## Sídla

### Boroughs
- Abbottstown
- Arendtsville
- Bendersville
- Biglerville
- Bonneauville
- Carroll Valley
- East Berlin
- Fairfield
- Gettysburg
- Littlestown
- McSherrystown
- New Oxford
- York Springs

### Townships

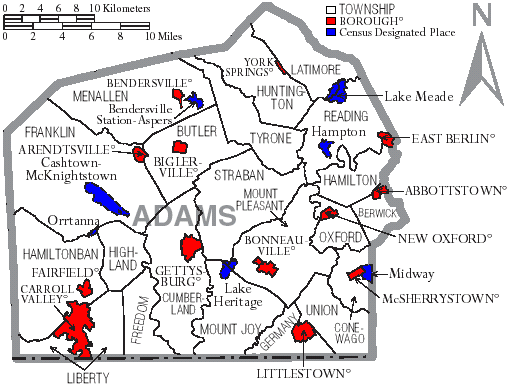
Sídla v okrese

- Berwick Township
- Butler Township
- Conewago Township
- Cumberland Township
- Franklin Township
- Freedom Township
- Germany Township
- Hamilton Township
- Hamiltonban Township
- Highland Township
- Huntington Township
- Latimore Township
- Liberty Township
- Menallen Township
- Mount Joy Township
- Mount Pleasant Township
- Oxford Township
- Reading Township
- Straban Township
- Tyrone Township
- Union Township

## Sousední okresy
| Růžice kompasu |                  | Cumberland County          |                | Růžice kompasu |
| Růžice kompasu | Franklin County  | Sever                      | York County    | Růžice kompasu |
| Růžice kompasu | Franklin County  | Adams County (Pensylvánie) | York County    | Růžice kompasu |
| Růžice kompasu | Franklin County  | Jih                        | York County    | Růžice kompasu |
| Růžice kompasu | Frederick County |                            | Carroll County | Růžice kompasu |